# Tone Košir
Tone Košir, slovenski zdravnik in zgodovinar, * 9. maj 1937, Dolge Njive.

## Življenjepis
Košir je leta 1962 diplomiral na Medicinski fakulteti v Ljubljani, specializacijo je končal 1974, magisterij iz javnega zdravstva pa 1981 na MF v Zagrebu. Od leta 1963 do 1990 je delal v Osnovnem zdravstvu Gorenjske. Leta 1990 je postal namestnik ministrice za zdravstvstveno in socialno varstvo Republike Slovenije.

## Delo
Košir je v raznih strokovnih revijah objavil več deset člankov o doktriniranih vprašanjih s področja splošne medicine, organiziranosti predvsem osnovnega zdravstva ter o izobraževanju in usposabljanju zdravnikov splošne medicine.
Že več let piše tudi prispevke za Loške razglede, predsem na temo zdravstva. Ureja zbornike in podobno.

### Izbrana bibliografija
- Ivan Oman, glas ljudstva v prelomnem času, ob 80-letnici (soavtor, 2009) (COBISS)
- Korenine našega drevesa (2007) (COBISS)
- Suhi Dol in Suhodovci (2004) (COBISS), (2005) (COBISS)
- Rdeči križ (2005) (COBISS)
- Babištvo na Loškem (2003) (COBISS)
- Petdeset let Zdravstvenega doma Škofja Loka (2002) (COBISS)